# Barrô e Aguada de Baixo
Barrô e Aguada de Baixo est une paroisse civile portugaise (en portugais : freguesia) de la municipalité d'Águeda dans le district d'Aveiro. Elle est créée en 2013, par fusion des paroisses de Barrô et Aguada de Baixo.

## Géographie
À l'ouest de Barrô e Aguada de Baixo, s'écoule la rivière Cértima (pt), affluent de l'Águeda (pt) qui marque la frontière avec la municipalité d'Oliveira do Bairro.

## Histoire
La paroisse est créée par la loi no 11-A/2013 du 28 janvier 2013 portant réorganisation administrative du territoire des freguesias, en fusionnant les paroisses de Barrô et Aguada de Baixo. Son nom officiel est União das Freguesias de Barrô e Aguada de Baixo et son siège est fixé à Barrô.

## Démographie
Lors du recensement de 2021, Barrô e Aguada de Baixo compte 3 088 habitants.